# كوينتوس كيسيليوس متلوس
كوينتوس كيسيليوس متلّوس (160ق.م 91ق.م) قائد وسياسى رومانى من عائلة عريقة وثرية، كان زعيم الجناح المحافظ في مجلس الشيوخ الروماني، ولّي مهمة قنصل على ولاية إفريقية في الفترة الممتدة من (109ق.م 108ق.م) إشتهر بالحزم والجد في العمل وأسندت له القيادة في الحرب اليوغرطية.

## نشأته وشبابه
ينتمى كوينتوس متلّوس لعائلة «كايسلّى ميتلّي» وهي عائلة أرستقراطية صاحبة نفوذ قدمت في الفترة الممتدة من 123ق.م إلى 102 ق.م 6 قناصل، 4 رقباء و 5 أطربون أو قضاة منتخبين.
في شبابه توجه إلى أثينا أين تتلمذ على يد الفيلسوف كارنياديس، إشتهر بثقافته العالية وخطابته.

## الحرب اليوغرطية
سببت الهزيمة النكراء التي منى بها القنصل «بستوميوس ألبينوس» جدلا كبيرا في روما ما أدى بمجلس الشيوخ لانتخاب قنصل جديد لولاية إفريقية وقد تم الاختيار على متلّوس لهذا الغرض، وقد أظهر هذا الأخير مقدرة كبيرة على قيادة الجيوش وحنكة في الحرب كما فرض الانضباط على الجنود بعد حالة التسيّب التي تركها عليه سلفه.
هذا وقد ساهم في تطوير الجيش الرومانى من الاعتماد على المعارك التقليدية إلى اعتماد حرب العصابات والتأقلم مع الواقع الذي فرضته طبيعة المعارك مع النوميديين الذين أظهرو خبرة واسعة بحرب العصابات عن طريق المناوشات وسرعة الانتقال من مكان إلى آخر مما تسبب بخسائر جسيمة تكبّدها الجيش الرومانى،
استطاع كوينتوس متلّوس تجاوز العقبات التي إعترضته بسبب مقدرته وتمكن من احتلال مدن ذات أهمية كبيرة فدخل أولا باجة فالكاف ثم تالة بعد معركة دموية ومقاومة عنيفة من سكانها ثم توغل أكثر في التراب النوميدى أين إحتل عاصمتها كيرطا ومدن أخرى بمساعدة قائده الكفئ «غايوس ماريوس».

## عودته إلى روما
بسبب طول مدة الحرب الغير متوقعة وعدم إستسلام الملك يوغرطة وكيد ماريوس له لدى الشعب الرومانى فقد تم إستبداله وإعطاء مهام القنصلية لهذا الأخير، عاد متلّوس إلى روما أين تم إستقباله بترحاب كبير من قبل الشعب وأعضاء مجلس الشيوخ وأعطي لقب قاهر النوميديين.